# کریستیان پرسن
کریستیان پرسن (انگلیسی: Christian Person؛ زادهٔ ۲۶ دسامبر ۱۹۸۰) بازیکن فوتبال اهل آلمان است.
از باشگاه‌هایی که در آن بازی کرده‌است می‌توان به باشگاه فوتبال دینامو درسدن، باشگاه فوتبال هالشر، باشگاه فوتبال کارل زایس ینا، و باشگاه فوتبال ماگدبورگ ۱ اشاره کرد.